# Дринка Миловић
Дринка Миловић (Титово Ужице, 4. април 1958) некадашња је југословенска и српска кошаркашица.

## Биографија
Рођена је у Ужицу 1958. године. На крају основног образовања у ОШ „Душан Јерковић“, 1974. године, почела је да се бави кошарком. У каријери је играла за Севојно. Наступала је за јуниорску женску кошаркашку репрезентацију. Са сениорском репрезентацијом Југославије освојила је сребрну медаљу на Европском првенству у Пољској 1978. године.
Добитница је националног признања од стране Владе Републике Србије за посебан допринос и афирмацију спорта.

## Успеси

### Репрезентативни
- Сребрне медаље

Европско првенство 1978. Пољска